# Giovanni Antonio Boltraffio

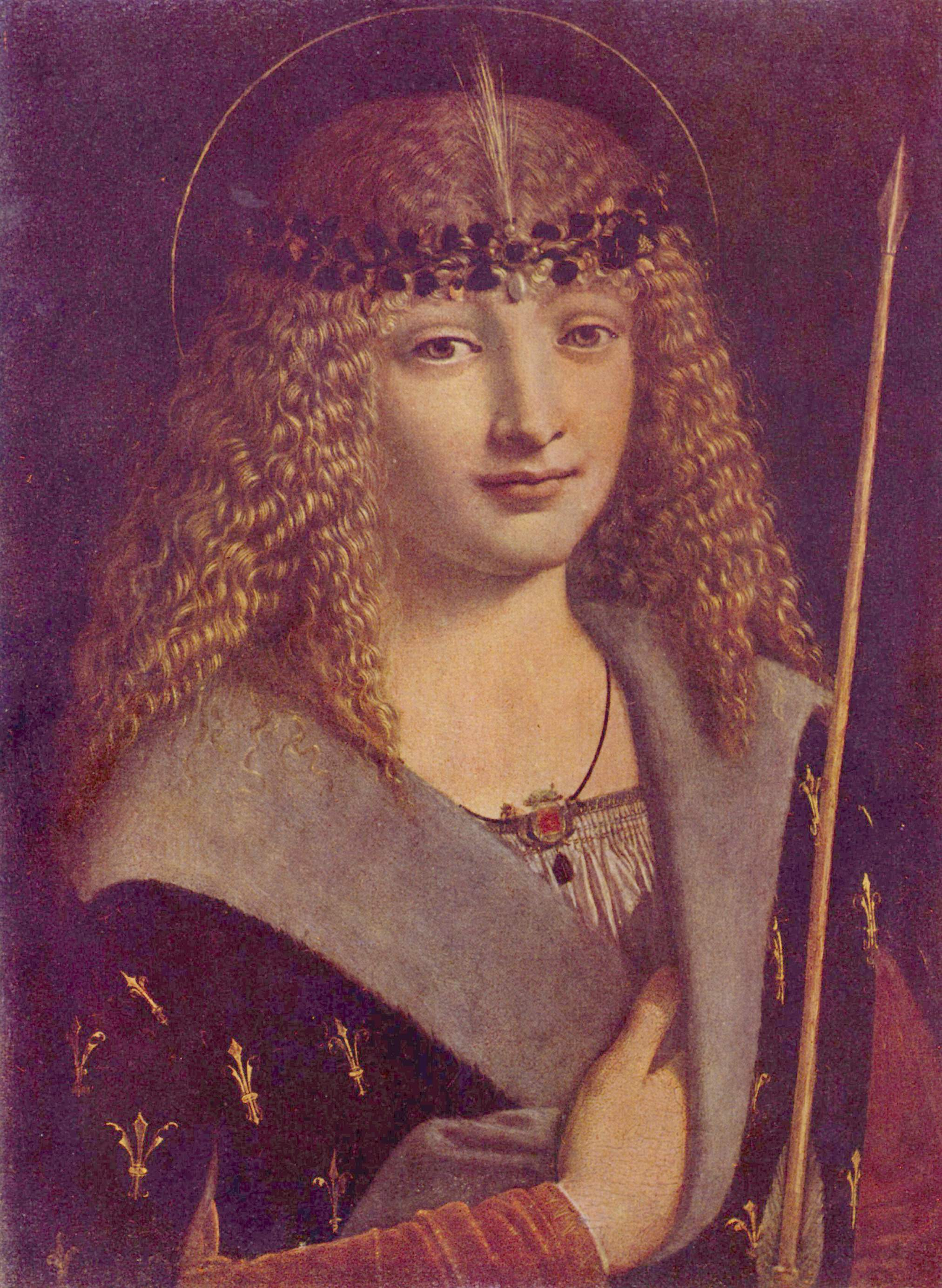
Portrait d'un jeune homme en saint Sébastien (Moscou)

Giovanni Antonio Boltraffio ou  Beltraffio (Milan, 1467 - Milan, 1516) est un peintre italien de l'école lombarde de la Renaissance italienne. Il a travaillé aux côtés de Léonard de Vinci.

## Biographie
Les premiers travaux de Boltraffio sont influencés par le style de Bernardo Zenale, Ambrogio Borgognone et de Vincenzo Foppa.
En 1482 on le retrouve à l'atelier de Léonard de Vinci à Milan aux côtés de Marco d'Oggiono et Salaì. En 1491, il signe un contrat pour le retable représentant la Résurrection du Christ avec les saints Léonard et Lucie, exécuté avec Marco d'Oggiono, désormais exposé au musée de Berlin. 
Il réussit sa carrière surtout comme portraitiste auprès des cours de Milan et de Mantoue, où il se rend en 1498.
Le célèbre retable Casio, autrefois en l'église de la Miséricorde à Bologne et aujourd'hui au Louvre, date de 1500. En 1502, il travaille encore à Milan pour l'église Sainte-Marie près de San Satiro. Après un séjour romain vers 1506, il termine en 1508 le retable pour la cathédrale de Lodi, représentant La Vierge à l'Enfant avec des saints, conservé au Musée de Budapest.
Il emprunte à son maître Léonard certains de ses motifs et adopte ponctuellement son clair-obscur et son modelé ferme et transparent. Il y associe l'influence du style doux et serein de la peinture bolonaise et serait à l'origine de la transmission des modèles « léonardesques »  au Véronais Caroto.

## Œuvres
- Le Christ adolescent, 1490-1495, huile sur bois, 25 × 18,5 cm, Musée Lázaro Galdiano, Madrid[3]
- Retable Vierge à l'Enfant avec saint Jean-Baptiste et saint Sébastien et deux donateurs,  dit Pala Casio du nom du poète Girolamo Casio qui serait un des deux donateurs, 1500, bois, 186 × 184 cm, musée du Louvre, Paris (genre pictural Conversation sacrée)
- Portrait d'un sénateur[4], 1500, peinture sur bois, 186 × 184 cm , Galerie Palatine, Palais Pitti, Florence[5]
- Retable de la  Madone, 1505, National Gallery, Londres
- Retable de Lodi, La Vierge à l'Enfant avec des saints, 1508, musée des beaux-arts de Budapest
- Narcisse, v. 1510, National Gallery, Londres
- Portait d'une femme en Sainte Lucie[6], 1500, Musée Thyssen-Bornemisza, Madrid
- Homme de profil, National Gallery, Londres
- Vierge à l'Enfant, Museo Poldi Pezzoli, Milan
- Madone Litta, Saint-Pétersbourg
- Vierge à l'Enfant et donateurs, Sant´Onofrio, Museo del Tasso, Rome
- Portrait de gentilhomme, Fine Arts Museums of San Francisco
- Santi e committenti inginocchiati,  musée du Castello Sforzesco de Milan
- Portrait de femme, musée du Castello Sforzesco de Milan[7]
- Portrait de jeune homme en saint Sébastien, musée Pouchkine, Moscou

Pseudo Boltraffio
- Narcisse, 1500-1510, peinture sur bois, 19 × 31 cm, Galerie des Offices, Florence. La tradition l'attribuait à Giovanni Antonio Boltraffio. Il est attribué aujourd'hui à ce peintre de l'Ecole de Léonard que la critique désigne sous le nom de Pseudo Boltraffio[5].